# Tal Nitzán
Tal Nitzán (en hebreu: טל ניצן) (nascuda a Jaffa) és una poeta, escriptora, editora i traductora israeliana.

## Biografia
Tal Nitzán va néixer a Jaffa i ha viscut a Bogotà, Buenos Aires i Nova York. Ara viu a Tel-Aviv. És llicenciada en estudis Hispano-americans i Història de l'art, i té un màster en literatura, de la Universitat Hebrea de Jerusalem.